# Maresia meyeri
Maresia meyeri là một loài thực vật có hoa trong họ Cải. Loài này được Dvorak mô tả khoa học đầu tiên.